# Ixmiquilpan
Ixmiquilpan è un comune del Messico, situato nello stato di Hidalgo.